# Mallos pallidus
Espèce
Synonymes
- Heterodictyna pallida Dahl, 1904
- Dictyna eutypa Chamberlin & Gertsch, 1929
- Mallos halli Chamberlin & Ivie, 1941

Mallos pallidus est une espèce d'araignées aranéomorphes de la famille des Dictynidae.

## Distribution
Cette espèce se rencontre aux États-Unis en Californie, au Nevada, en Oregon, au Washington, en Idaho, au Montana, en Utah, au Colorado, en Arizona, au Nouveau-Mexique et au Texas et au Mexique en Basse-Californie, en Basse-Californie du Sud, au Sonora et au Morelos entre le niveau de la mer et 1 200 m d'altitude,,.

## Description
Les mâles mesurent de 1,98 à 2,96 mm et les femelles de 2,64 à 4,40 mm.

## Publication originale
- Banks, 1904 : Some Arachnida from California. Proceedings of the California Academy of Sciences, sér. 3, vol. 3, no 13, p. 331-376 (texte intégral).